# Campomanesia viatoris
Campomanesia viatoris  es una especie de planta fanerógama de la familia de las Myrtaceae.
Es un arbusto grande, de no más de 3 m; endémico de Brasil. Está amenazado por destrucción de hábitat, y se cree está distribuida en los bancos del río Sâo Francisco,  cerca de Alagoas.

## Fuente
- World Conservation Monitoring Centre 1998.  Campomanesia viatoris.   2006 IUCN Lista Roja de Especies Amenazadas; bajado 21 de agosto de 2007